# برنارد لي
برنارد لي (بالإنجليزية: Bernard Lee)‏ (و. 1908 – 1981 م) هو ممثل، من المملكة المتحدة، ولد في مقاطعة كورك، توفي في لندن، عن عمر يناهز 73 عاماً بسبب سرطان المعدة.

## التعليم
تعلم في الأكاديمية الملكية للفنون المسرحية.

## وصلات خارجية
- برنارد لي على موقع IMDb (الإنجليزية)
- برنارد لي على موقع الموسوعة البريطانية (الإنجليزية)
- برنارد لي على موقع ألو سيني (الفرنسية)
- برنارد لي على موقع ميوزك برينز (الإنجليزية)
- برنارد لي على موقع تيرنر كلاسيك موفيز (الإنجليزية)
- برنارد لي على موقع أول موفي (الإنجليزية)
- برنارد لي على موقع قاعدة بيانات برودواي على الإنترنت (الإنجليزية)
- برنارد لي على موقع قاعدة بيانات الأفلام السويدية (السويدية)
- برنارد لي على موقع إن إن دي بي (الإنجليزية)
- برنارد لي على موقع قاعدة بيانات الفيلم (الإنجليزية)